# Шейма-Нур Канполат
Шейма-Нур Канполат (род. 1999, Турция) — турецкая спортсменка (кикбоксинг), победительница и призёр международных турниров, серебряный (2021) и бронзовый (2019) призёр чемпионатов мира. Является потомком чеченских переселенцев, которые поселились в Турции в XIX веке. Учится в университете «Инёню» (город Малатья, Турция) на спортивном факультете. Выступает в разделе «лайт-контакт» в весовой категории свыше 70 кг.
В чемпионате мира 2021 года в Езоло (Италия) участвовали 1364 спортсмена из 65 стран. Канполат выиграла в полуфинале у представительницы Сербии Скарлет Корковой, но в финале уступила итальянке Джулии Компаньо и стала серебряным призёром чемпионата.